# Опоровські

герб Сулима

Опоровські (пол. Oporowscy) — польський шляхетський рід гербу Сулима. Давній шляхетський рід Ленчицького воєводства. Представники роду — сенатори Корони. Прізвище походить від поселення Опорув (пол. Oporów) — тепер центр ґміни Опорув Кутновського повіту Лодзинського воєводства, Польща.

## Відомі Опоровські
- Стефан з Опорува (пом. між 1370 i 1374) — хорунжий, суддя ленчицький.
  - N.
    - Гальшка — дружина Миколая Любранського.

  - Боґуслав — ленчицький схоластик і архідиякон, канонік ґнєзненський.
  - Мсціхна.
  - Люхна.
  - Влодзімєж — ленчицький підстолій (1370) і суддя (1387).
    - Гальшка — дружина Святополка гербу Лис.
    - Анна — дружина Бернарда гербу Доленга.
    - Миколай[pl] (бл. 1365—1425) — ленчицький підконій (1391), ловчий (1394), підкоморій (1411), староста (1418—1420) та воєвода (1419—1425).
      - Владислав (бл. 1395—11 березня 1453) — архієпископ Ґнєзненський і примас Польщі (1449—1453), Куявсько-поморський єпископ (1434—1449), підканцлер коронний (1428—1434).
      - Ян Ґошлюбський з Ґошлюба — воєвода іновроцлавський.
        - Ян Ґошлюбський[pl] (пом. 1500) — познанський архідиякон (1468—1493) і канонік (1478); ґнєзненський канонік (1482—1492 і 1489), препозит (1483—1500), офіціал (1484—1500); архідиякон поморський у капітулі влоцлавській (1478—1483).
        - Станіслав з Ґошлюба і Братошевіце (бл. 1420—1489) — мечник, підстолій, стольник ленчицький.
          - Ян.
            - Вікторин.

          - Станіслав.
          - Миколай — ленчицький ловчий (1505), каштелян іновлудзький (1506—1528).

      - Стефан з Ходува й Опорува (пом. між 1454 та 1455) — каштелян бжезінський, староста цешинський, протопласта родини Ходовських (пол. Chodowski).
        - Малґожата — дружина Сецеха з Ленкува гербу Топор.
        - Марцін з Віслкі.
        - Проспер.
        - Миколай.

      - Боґуслав (бл. 1400—1453) — писар земський ленчицький (1426), каштелян кавальський (1438—1439), воєвода іновроцлавський (1439—1452).
        - Мацей Служевський зі Служева (пом. 1501) — каштелян крушвицький (1475—1480), бжесць-куявський (1480—1491); воєвода іновроцлавський (1491—1494), бжесць-куявський (1494—1496), ленчицький (1496—1501).
          - Пйотр Служевський (пом. 1550) — каштелян ковальський (1520—1524), іновроцлавський (1526—1535), ленчицький (1535—1538), каліський (1538—1539); воєвода каліський (1539—1550).
          - Мацей.
          - Ян.

        - Ян.
        - Миколай.
        - Флоріан Шрубський зі Шрубська (пом. 1482/1496) — підчаший іновроцлавський.
          - Ян.
          - Пйотр.

        - Боґуслав.
        - Владислав.
          - Ян.
          - Миколай Ґрохольський.

        - Завіша.
        - Ядвіга — дружина Миколая Борека з Осечної гербу Напівон.

      - Миколай — каштелян бжезінський (1455—1469).
      - Барбара — дружина плоцького каштеляна Сафіна Щавінського.
      - Пйотр з Опорува[pl] (бл. 1405—1467) — ленчицький хорунжий більший (1434), староста (1447—1451), підкоморій (1450) і воєвода (1454—1467); староста крушвицький (1464).
        - Анджей (бл. 1440—1483) — секретар королівський (1464—1479) і підканцлер коронний (1479—1483), адміністратор перемишльської дієцезії та перемишльський єпископ (1479—1480), куявсько-поморський єпископ (1480—1483).
        - Софія — дружина Бартоломея Ґрущинського[pl].
        - Ян (1435—1494) — писар земський ленчицький (1463), каштелян бжезінський (1469—1475), бжесць-куявський (1473—1480); староста (1482—1486) і воєвода (1480—1484) іновроцлавський, воєвода бжесць-куявський (1484—1494); дружина — Зофія, дідичка Куликова.
          - Петронела Пйотруша — дружина Яна «сеньйора» Данаборського.
          - Гелена.
          - Ельжбета дружина Яна Косцелецького[pl].
          - Зофія — дружина Фелікса Ґульшевського.
          - Ян (бл. 1470—1540) — каштелян (1507—1514) і староста крушвицький (1508); каштелян бжесць-куявський (1514—1525), воєвода іновроцлавський (1525—1532), бжесць-куявський (1532—1540). 4 червня 1508 року він разом із братом Анджеєм провели поділ спільного майна, згідно з яким Ян отримав по матері маєтки в Галицькій Русі, серед яких — половина Куликова.[1].
            - Анна — дружина Томаша Любранського.

          - Анджей — канонік влоцлавський (1498).
          - Фелікс.

        - Миколай — підстолій ленчицький (1445), каштелян крушвицький (1465—1475), бжезінський (1475—1480), бжесць-куявський (1479—1480).
          - Беата з Опорува — дружина Давида Бучацького[2].
          - Зофія — дружина Каспера Лещинського.
          - Ядвіга — дружина Анджея Ніщицького[3].
          - Анджей[pl] (пом. 1540) — каштелян крушвицький (1505—1507), бжесць-куявський (1507—1514), ленчицький (1514—1523); воєвода іновроцлавський (1523—1525), бжесць-куявський (1525—1532), ленчицький (1532—1542).
            - Анна — дружина Яна Братошевського.
            - Амброзій.
            - Еразм — староста крушвицький (1540).
              - Анджей.
              - Марцін.
              - Станіслав[4] (ім'я невідоме[5] — староста крушвіцький, дружина — донька белзького каштеляна Яна Гербурта Малґожата.

            - Миколай — ловчий сєрадзький (1520), велюнський підкоморій (1530) і каштелян (1534—1561).
              - Аґнєшка.
              - Зофія — дружина Яна Томіцького[pl].
              - Катажина — дружина Вацлава Заремби та Яна Давідовського.
              - Єронім.